# Rue du Tabac
La rue du Tabac (en occitan : carrièra del Tabat) est une voie publique de Toulouse, chef-lieu de la région Occitanie, dans le Midi de la France. Elle se trouve dans le quartier Capitole, dans le secteur 1 - Centre.

## Situation et accès

### Description
La rue du Tabac est une voie publique située dans le centre-ville de Toulouse longue de 64 mètres. Elle naît perpendiculairement au quai de la Daurade et, dans sa première partie, aménagée dans la deuxième moitié du XVIIIe siècle, sa largeur est d'environ 8 mètres. Elle reçoit ensuite la rue Lanternières à droite et, retrouvant son parcours médiéval, sa largeur n'est alors plus que de 4 mètres. Elle se termine au carrefour de la rue Peyrolières. Elle est prolongée à l'est par la rue de l'Écharpe.
La chaussée compte une seule voie de circulation automobile à sens unique, depuis la rue Peyrolières vers le quai de la Daurade. Elle est définie comme une zone de rencontre et la vitesse y est limitée à 20 km/h. Il n'existe pas de piste, ni de bande cyclable, quoiqu'elle soit à double-sens cyclable.

### Voies rencontrées
La rue Lanternières rencontre les voies suivantes, dans l'ordre des numéros croissants (« g » indique que la rue se situe à gauche, « d » à droite) :
1. Quai de la Daurade
2. Rue Lanternières (d)
3. Rue Peyrolières

### Transports
La rue du Tabac n'est pas directement desservie par les transports en commun Tisséo. Elle reste cependant proche de la rue Léon-Gambetta, ainsi que de la place et du quai de la Daurade, parcourus par la navette Ville. Au carrefour de la rue de Metz et de la place du Pont-Neuf se trouvent également les arrêts de la ligne du Linéo L4 et du bus 44. La station de métro la plus proche reste la station Esquirol, sur la ligne de métro . 
Les stations de vélos en libre-service VélôToulouse les plus proches sont les stations no 11 (2 place de la Daurade), no 27 (122 quai de Tounis) et no 49 (52 rue des Couteliers).

## Odonymie

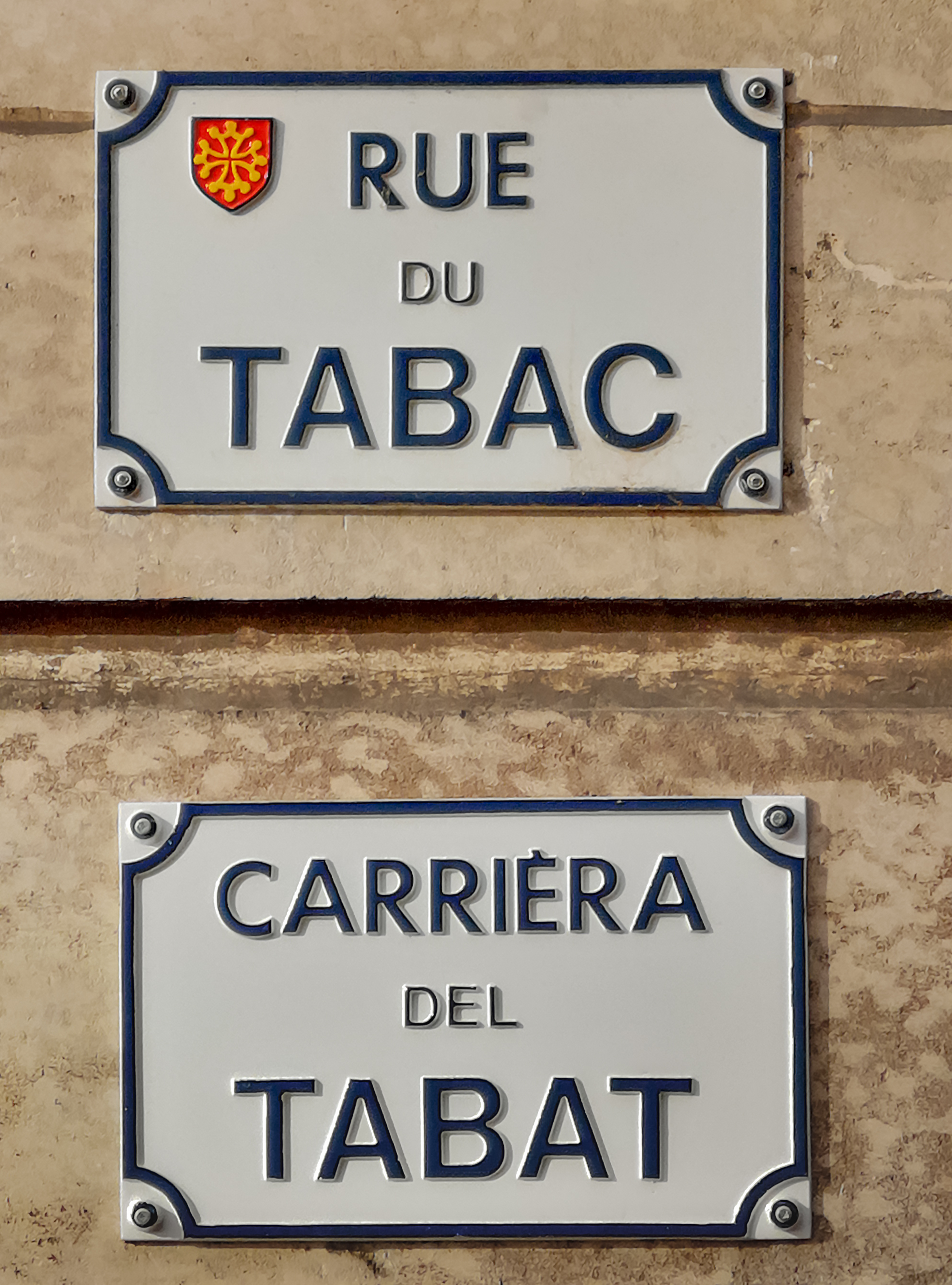
Plaques de rue en français et en occitan.

La rue du Tabac tient son nom de la première manufacture des Tabacs de la ville, installée par l'entrepreneur bordelais François-Bernard Boyer-Fonfrède dans les bâtiments de l'ancien prieuré bénédictin de la Daurade en 1812.
Au Moyen Âge, la rue était souvent confondue avec l'actuelle rue de l'Écharpe et porta donc le même nom : elle était désignée, au milieu du XIVe siècle, comme la rue des Gipponiers ou Gipponières, qui lui venait des artisans « gipponiers », qui cousaient les pourpoints (gipon, « pourpoint » en occitan). La rue actuelle porta également des noms plus spécifiques : au XIVe siècle, on trouve également le nom de rue des Moliniers (molinièr, « meunier » en occitan), à cause des moulins de la Daurade, installés au bord de la Garonne par les Bénédictins de la Daurade. Au milieu du XVIe siècle, la rue prit le nom de l'hôtel que la famille d'Olmières venait de faire construire entre cette rue, la rue Peyrolières et la rue Lanternières. Après la construction du quai de la Daurade en 1777 et l'ouverture de la rue jusqu'à ce quai, la rue devint naturellement rue du Quai-de-la-Daurade. En 1794, pendant la Révolution française, la rue fut rebaptisée rue l'Attachement, mais elle ne conserva pas ce nom,.

## Histoire

### Moyen Âge et période moderne
Au Moyen Âge, la rue Gipponières (actuelles rues du Tabac et de l'Écharpe) appartient au capitoulat du Pont-Vieux. La rue naît au croisement de la rue Lanternières, qui descend jusqu'aux moulins de la Daurade. Au nord, la rue est d'ailleurs bordée par plusieurs bâtiments des communs du prieuré de la Daurade, particulièrement les écuries et des ateliers de teinture.
La rue est particulièrement animée au carrefour de la rue Peyrolières, où elle forme une petite place désignée comme la place du Puits-de-la-Roue. La population est composée d'artisans textiles, principalement des « gipponiers », fabricants de pourpoints, mais on y trouve aussi des capitouls, comme Blaise Izarti, capitoul en 1420 et 1431 (actuel no 3). Le grand incendie du 7 mai 1463 ruine complètement la rue et la famille d'Olmières acquiert au XVIe siècle un vaste espace entre cette rue et les rues Lanternières et Peyrolières afin d'y bâtir son hôtel (actuel no 3 rue Peyrolières). La partie ouest de la rue Gipponières prend d'ailleurs le nom de la famille d'Olmières au milieu du XVIe siècle.
Au XVIIe siècle, d'importants travaux sont entrepris dans le prieuré de la Daurade et de nouveaux bâtiments, de style classique, sont construits sur la rue d'Olmières. Au siècle suivant, les travaux continuent : en 1777 est aménagé le quai de la Daurade et, dans le même temps, la rue d'Olmières est prolongée vers l'ouest, afin de rejoindre le quai, après la destruction d'une maison de la rue Lanternières (ancien no 13 de cette rue).

### Époque contemporaine
La Révolution française apporte également des bouleversements. En 1790, les congrégations religieuses sont supprimées, les religieux de la Daurade dispersés et les bâtiments du prieuré deviennent biens nationaux. En 1791, ils sont vendus à François-Bernard Boyer-Fonfrède, qui y établit son hôtel particulier et une manufacture de cotonnades. Le 10 mars 1812, il vend son domaine à l’État qui y installe une manufacture des tabacs. Après un incendie qui endommage les bâtiments, le site est progressivement délaissé, au profit de la manufacture aménagée sur l'allée de Brienne en 1821 (emplacement de l'actuel no 21). En 1827, les bâtiments sont remaniés, mais ne servent que de lieu de stockage. Le 23 mai 1893, l'État cède à la municipalité l'ensemble des bâtiments pour y aménager l'École des beaux-arts.

## Patrimoine et lieux d'intérêt

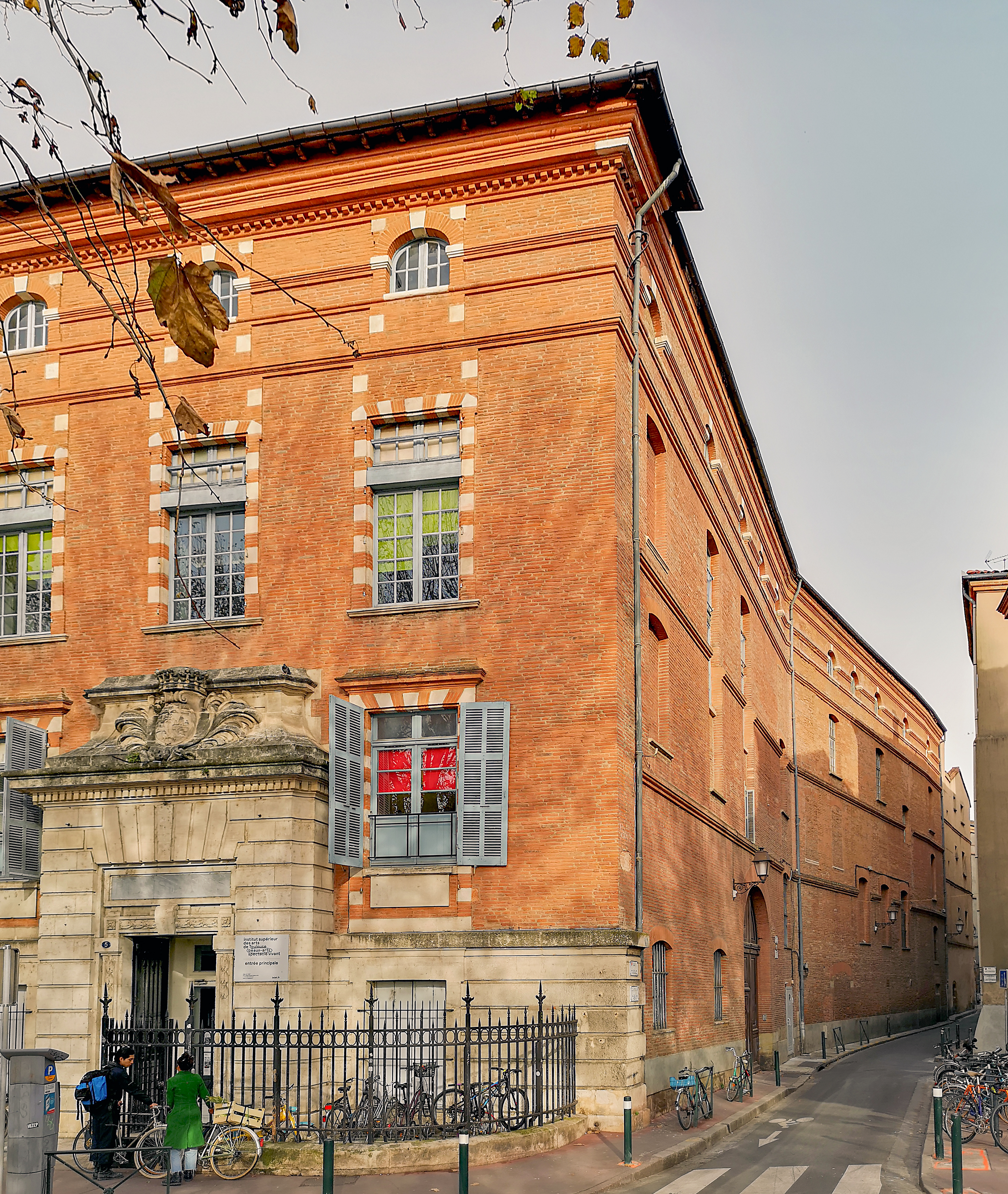
no 1-3 : le prieuré de la Daurade.

- no 1-3 : prieuré de la Daurade ; manufacture des tabacs ; Institut supérieur des arts[6].

- no 4 : hôtel d'Olmières.  Inscrit MH (1946, façades sur rue et sur cour ; toitures, passage voûté ; tour)[7]. 
L'hôtel est construit dans un style de transition entre le gothique et la Renaissance, au début du XVIe siècle pour un membre de la famille d'Olmières – Jean-Étienne, marchand et capitoul en 1503-1504, ou Georges, conseiller au parlement en 1505. Le vaste bâtiment occupe tout l'îlot entre les rues Peyrolières, Lanternières et du Tabac. La façade sur cette rue réunit deux corps de bâtiments, le premier de deux travées, le second de six travées. Les fenêtres du rez-de-chaussée ont de lourdes grilles en fer forgé[8].